# Alte Leine (Naturschutzgebiet)
Die Alte Leine ist ein ehemaliges Naturschutzgebiet in den niedersächsischen Städten Laatzen, Hemmingen und Pattensen in der Region Hannover. Es war eingebettet in das Landschaftsschutzgebiet „Obere Leine“.

## Allgemeines
Das ehemalige Naturschutzgebiet mit dem Kennzeichen NSG HA 191 ist 317 Hektar groß. Ab dem Jahr 2004 war es Bestandteil des FFH-Gebietes „Leineaue zwischen Hannover und Ruthe“. Das Gebiet war fast vollständig vom Landschaftsschutzgebiet „Obere Leine“ umgeben, durch das es auch mit dem etwas südlich liegenden Naturschutzgebiet „Leineaue zwischen Ruthe und Koldingen“ vernetzt war. Das Gebiet stand seit dem 10. Juni 1999 unter Naturschutz. Das zum 15. November 1979 ausgewiesene, ehemalige Naturschutzgebiet „Laatzener Teiche“ ging im Naturschutzgebiet „Alte Leine“ auf. Zum 29. April 2021 ging das Naturschutzgebiet „Alte Leine“ im neu ausgewiesenen Naturschutzgebiet „Leineaue zwischen Hannover und Ruthe“ auf. Zuständige untere Naturschutzbehörde war die Region Hannover.

## Beschreibung

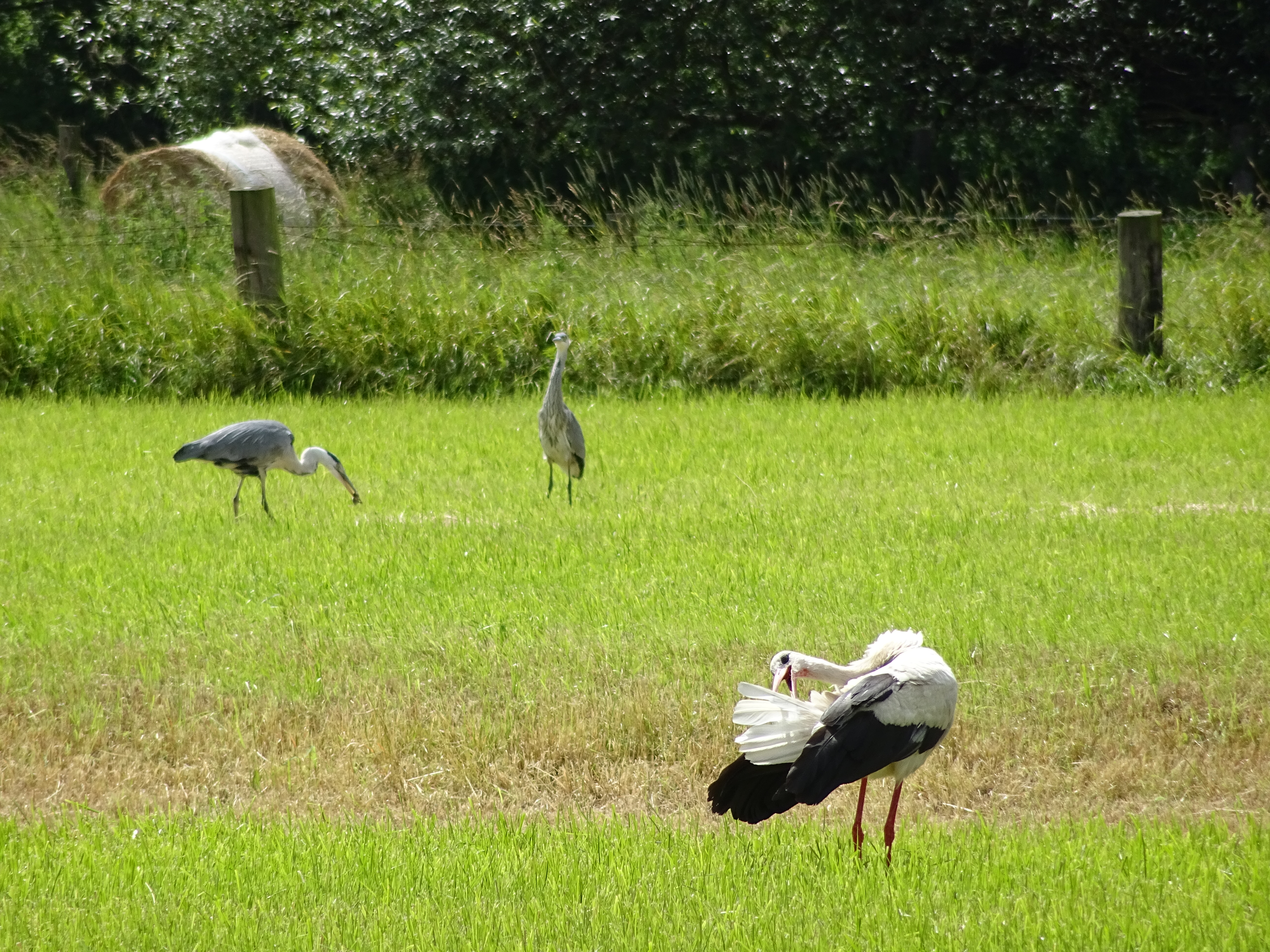
Graureiher und Weißstorch im ehemaligen Naturschutzgebiet „Alte Leine“

Das ehemalige Naturschutzgebiet liegt südlich von Hannover zwischen Laatzen, Hemmingen und Pattensen und stellte die Alte Leine, den Fuchsbach östlich von Pattensen und den Koldinger Mühlengraben nördlich von Koldingen mit ihren Uferbereichen sowie nördlich des Zusammenflusses von Fuchsbach und Koldinger Mühlengraben einen Teil des die Alte Leine begleitenden Auenbereich sowie mehrere Stillgewässer in der Leineniederung unter Schutz.
Die Alte Leine ist ein ehemaliger Nebenarm der Leine. Heute entsteht die Alte Leine durch den Zusammenfluss von Fuchsbach und Koldinger Mühlengraben. Bei Hochwasser der Leine kommt ihr noch die Funktion eines Flutarms der Leine zu. Die Alte Leine mäandriert auf einer Länge von rund 12 km naturnah durch die Niederung mit Abbruchkanten, Prall- und Gleithängen. Das Flussbett ist überwiegend sandig und kiesig, an ruhigen Stellen hat sich Lehm und Schlamm abgelagert. Die Fließgewässerabschnitte werden streckenweise von Auwaldresten und Hochstaudenfluren begleitet. Die Auenbereiche werden häufig überflutet und weisen zahlreiche Flutmulden auf. Diese werden von ausgeprägter Feuchtvegetation wie Röhricht und Flutrasen geprägt.
Die Stillgewässer, bei denen es sich teilweise um verlandende Altarmreste, teilweise um flache, durch Tonabbau und tiefere, durch Kiesabbau entstandene Gewässer handelt, weisen zum Teil gut ausgeprägte Wasser- und Ufervegetation auf. Nördlich und westlich des Naturschutzgebietes befinden sich zahlreiche weitere durch Bodenabbau entstandene Stillgewässer.
Große Teile der Niederung werden landwirtschaftlich, überwiegend als Grünland genutzt. Daneben sind Feuchtgrünland und Sümpfe zu finden. Vereinzelt werden Flächen als Acker genutzt. Im Süden ist das westlich von Rethen (Leine) liegende, rund 21 Hektar große Koldinger Holz, der Rest eines ehemaligen Hartholzauenwaldes, Teil des Naturschutzgebietes. Die Alte Leine fließt am westlichen Rand des Koldinger Holzes entlang und prägt den Auwald mit regelmäßigen Überflutungen. Im Osten des Koldinger Holzes steht eine rund 350 Jahre alte Stieleiche. Sie ist rund 30 Meter hoch, ihr Stammumfang beträgt 5,5 Meter. Die Eiche wurde 1955 als Naturdenkmal ausgewiesen.
Im ehemaligen Naturschutzgebiet sind hauptsächlich entlang der Alten Leine rund 400 Kopfweiden zu finden, die früher geschneitelt und vielfältig genutzt wurden. Heute werden die Kopfweiden im Rahmen von Pflegemaßnahmen zurückgeschnitten, um sie in ihrem charakteristischen Aussehen zu erhalten, und weil diese uralte Kulturform der Weiden auch als vielfältiger Lebensraum bedeutsam ist.
Das ehemalige Naturschutzgebiet ist Lebensraum für zahlreiche Vogelarten – über 250 wurden nachgewiesen, 90 kommen regelmäßig als Brutvögel vor – aber auch viele Insekten-, Amphibien- und Fledermausarten sowie seltene Pflanzenarten. Seit 2005 gibt es wieder Nachweise über in der Leineaue lebende Biber.
Das Gebiet dient neben dem Naturschutz auch der Naherholung. Um die Störungen durch Besucher zu verringern, wurde ein Konzept zur Besucherlenkung ausgearbeitet. An mehreren Stellen wurden Informationstafeln aufgestellt. Am Hermann-Bettels-See (Steinfeldsee) und am Wehrkamp befinden sich Aussichtstürme, die einen erhöhten Blick auf das Naturschutzgebiet ermöglichen. Der Naturschutzbund Deutschland (NABU), der das Gebiet betreute, betreibt am Rand des ehemaligen Naturschutzgebietes das Naturschutzzentrum Alte Feuerwache, das sich im Laatzener Ortsteil Grasdorf befindet. Es wurde am 1. Mai 2004 eröffnet und dient als Informations- und Anlaufstelle für Besucher des Gebietes. Im Naturschutzzentrum werden Dauerausstellungen über den Naturraum Südliche Leineaue gezeigt. Außerdem dient es der Umweltbildung. An dem Naturschutzzentrum befindet sich auch eine etwa 850 m² große Außenanlage. Zwischen 1988 und Ende 2002 betrieb der Naturschutzbund Deutschland bereits das Naturschutz-Informationszentrum Laatzener Teiche, das sich in der Maria-Troll-Hütte am Rand des früheren Naturschutzgebietes „Laatzener Teiche“ befand.